# Франсис Нганоу
Франсис Нгану (на френски език - Francis Ngannou) е френски професионален ММА боец от камерунски произход, състезаващ се в тежка категория на шампионата по смесени бойни изкуства UFC.
Към 10 ноември 2019 г. той е №2 в класацията на UFC в тежка категория. Към тази дата Нгану има рекорд от 17 двубоя, 14 победи (10 с нокаут и 4 с предаване) и 3 загуби.
През януари 2023 г. той не подновява договора си и следователно напуска организацията, като по този начин оставя пояса празен..

## Кратка биография

### Ранни години
Роден е и израства в село Батие, Камерун, където той и семейството му живеят в бедност. Родителите на Нгану се развеждат, когато той е на шест години, след което е изпратен да живее при леля си. На 12 години започва да работи в пясъчна кариера в родното му място, поради липса на финансови средства. Като младеж е бил подлаган на опити да бъде привлече към различни банди в селото му, за да се присъедини към тях. Нгану обаче отказва, като вместо това решава да използва лошата репутация на своя баща като уличен боец, използвайки я като мотивация да направи нещо положително и започва да се занимава с бокс.

### Емигриране във Франция
На 22-годишна възраст Нгану започва да тренира бокс, въпреки противопоставянето от членовете на семейството му в началото. След като тренира в продължение на година, той се разболява и спира да тренира. На 26-годишна възраст емигрира в Париж, Франция, за да се занимава с професионален бокс. Достигйки Париж, без пари и без приятели се оказва, че няма къде да живее. Става бездомник по улиците на Париж, като скоро започва да тренира през август 2013 г. при Дидие Кармон безплатно. Още от най-ранни години Нгану е фен на Световния шампион по бокс в тежка категория Майк Тайсън, което повлиява силно върху желанието му да се боксира. Скоро обаче треньорът му го ориентира към кариера в смесените бойни изкуства ММА.
Нгану стартира кариерата си в MMA през ноември 2013 г. като се бори най-вече във френския ММА шампионат "100% Fight", както и в други регионални промоции в Европа.

### UFC
Прави своя дебют в UFC срещу новакът Луис Анрике на 19 декември 2015 г., част от Гала вечер UFC Fox 17. Той печели двубоя с нокаут във втори рунд.